# Leto II Atryda
Leto II Atryda (także Bóg Imperator, Tyran) – postać literacka stworzona przez Franka Herberta, występująca w powieściach Dzieci Diuny i Bóg Imperator Diuny. Urodził się jako człowiek, syn Muad'Diba i jego konkubiny Chani. Po śmierci ojca postanowił wprowadzić ludzkość na „Złotą Drogę”. By zapewnić sobie nieśmiertelność, połączył się z piaskowymi trociami – larwami czerwia pustyni. Zapoczątkowało to przemianę w czerwia, trwającą trzy i pół tysiąca lat, w czasie których Leto panuje jako Bóg Imperator. 

Jestem tym, co można by nazwać pre-czerwiem. Moje ciało ma około siedmiu metrów długości i nieco ponad dwa metry średnicy, atrydzka twarz umieszczona jest na jednym końcu, w miejscu, gdzie zwykle mają ją ludzie, ramiona i dłonie (wciąż zupełnie rozpoznawalne jako ludzkie) znajdują się tuż poniżej. Moje nogi i stopy? Cóż, uległy prawie zupełnej atrofii. To tylko płetwy, naprawdę, i przewędrowały na tył ciała. W sumie ważę w przybliżeniu pięć dawnych ton.
„Dzienniki Leto II”

Leto jest „przednarodzonym” – to znaczy, że osiągnął świadomość swego istnienia już w łonie matki. Posiada także dostęp do wspomnień wszystkich swoich przodków od początku istnienia ludzkości. Mogą oni również przez niego przemawiać. Gdy przemawia przez niego dowolny przodek, jego twarz w niewytłumaczony sposób nabiera rysów tej osoby.
Imperator posiada również zdolności z zakresu postrzegania pozazmysłowego, które daje mu wytwarzany przez ciało czerwia melanż. Jego jedyną słabą stroną jest wrażliwość na wodę.